# Cadorela
Cadorela é um gênero de traça pertencente à família Arctiidae.